# Kupa na Sŭvet·skata armiya 1978-1979
La Coppa dell'Esercito sovietico 1978-1979 è stata la 34ª edizione di questo trofeo, e la 39ª in generale di una coppa nazionale bulgara di calcio, iniziata il 22 novembre 1978 e terminata il 23 maggio  1979. Il Levski Sofia ha vinto il trofeo per la quattordicesima volta.

## Primo turno
| Squadra 1           | Risultato       | Squadra 2                |
| ------------------- | --------------- | ------------------------ |
| 22 novembre 1978    |                 |                          |
| Radetski Branichevo | 3 – 0           | Černolomec Popovo        |
| Beli Lom Razgrad    | 1 – 2           | Lokomotiv Ruse           |
| Botev Ishirkovo     | 2 – 0           | Sportist General Toshevo |
| FK Levski           | 3 – 2           | Lokomotiv Mezdra         |
| Botev Dimovo        | 4 – 2           | Lokomotiv Dryanovo       |
| Oborište            | 2 – 2 (7-6 dtr) | Metalurg Pernik          |
| Minjor Eleshnitsa   | 4 – 1           | Botev Krichim            |
| Minjor Bobov dol    | 3 – 1           | Sportist                 |
| Olimpik Teteven     | 2 – 1           | Kom Berkovica            |
| Arda Kărdžali       | 3 – 1           | Lokomotiv Burgas         |
| Minjor Radnevo      | 6 – 2           | Emil Straldzha           |
| Levski Yabŭlkovo    | 2 – 5           | Zagorec                  |

## Secondo turno
| Squadra 1            | Risultato   | Squadra 2           |
| -------------------- | ----------- | ------------------- |
| 28 novembre 1978     |             |                     |
| Devnya               | 5 – 3 (dts) | Radetski Branichevo |
| Lokomotiv Ruse       | 5 – 1       | Botev Ishirkovo     |
| Olimpik Teteven      | 2 – 1 (dts) | Levski Lyaskovets   |
| FK Levski            | 4 – 1       | Botev Dimovo        |
| Sportist Kremikovtsi | 4 – 2       | Oborište            |
| Minjor Eleshnitsa    | 0 – 1       | Minjor Bobov dol    |
| Arda Kărdžali        | 8 – 0       | Vihar Zlatograd     |
| Minjor Radnevo       | 4 – 1       | Zagorec             |

## Trentaduesimi di finale
| Squadra 1            | Risultato       | Squadra 2            |
| -------------------- | --------------- | -------------------- |
| 9/10 dicembre 1978   |                 |                      |
| Minjor Radnevo       | 4 – 1           | Rozova Dolina        |
| Levski-Spartak Sofia | 2 – 1           | Čepinets             |
| Liteks Loveč         | 5 – 1           | Belasica Petrič      |
| Akademik Sofia       | 2 – 1           | Benkovski Isperih    |
| Akademic Svištov     | 5 – 1           | Chumerna Elena       |
| Marica Plovdiv       | 1 – 1 (4-5 dtr) | FK Černomorec Burgas |
| Chirpan              | 6 – 1           | Rodopa Smoljan       |
| Haskovo              | 3 – 1           | Ludogorec            |
| Velbažd              | 3 – 1           | Arda Kărdžali        |
| Minjor Pernik        | 7 – 3           | Slivniški Geroj      |
| Trakia Stamboliyski  | 2 – 5           | CSKA Sofia           |
| Svetkavica           | 1 – 1 (4-5 dtr) | Hebăr Pazardžik      |
| Olimpik Teteven      | 2 – 3 (dts)     | Botev Plovdiv        |
| Devnya               | 0 – 5           | Černo More Varna     |
| Sportist Kremikovtsi | 3 – 0           | Nesebăr              |
| Montana              | 4 – 2 (dts)     | Levski Karlovo       |
| Pavlikeni            | 2 – 4           | Dimitrovgrad         |
| Dunav Ruse           | 0 – 2           | Slavia Sofia         |
| Botev Ihtiman        | 2 – 1           | Bdin                 |
| Pirin Blagoevgrad    | 7 – 1           | Gigant Saedinenie    |
| Asenovec             | 2 – 0           | FK Etăr              |
| Beloslav             | 4 – 2           | Minjor Bobov dol     |
| Cavdar Troyan        | 2 – 0           | Vidima-Rakovski      |
| Vihren Sandanski     | 0 – 0 (4-1 dtr) | Spartak Pleven       |
| Jantra Gabrovo       | 3 – 1           | FK Levski            |
| Balkan Botevgrad     | 2 – 2 (3-4 dtr) | Botev Vraca          |
| Beroe                | 2 – 0           | Dobrudža             |
| Slivniški Geroj      | 2 – 0           | Tundzha Yambol       |
| Spartak Varna        | 2 – 0           | Lokomotiv GO         |
| Lokomotiv Sofia      | 1 – 0           | Tundzha Yambol       |
| Lokomotiv Plovdiv    | 3 – 1 (dts)     | Minjor Buhovo        |
| Lokomotiv Ruse       | 3 – 1           | Šumen                |

## Sedicesimi di finale
| Squadra 1            | Risultato   | Squadra 2            |
| -------------------- | ----------- | -------------------- |
| 16 dicembre 1978     |             |                      |
| Minjor Radnevo       | 0 – 1       | Lokomotiv Sofia      |
| Levski-Spartak Sofia | 2 – 0       | Liteks Loveč         |
| Akademik Sofia       | 6 – 1       | Lokomotiv Ruse       |
| Akademic Svištov     | 2 – 1       | Lokomotiv Plovdiv    |
| FK Černomorec Burgas | 3 – 1       | Chirpan              |
| Haskovo              | 4 – 1       | Velbažd              |
| Minjor Pernik        | 1 – 2       | CSKA Sofia           |
| Hebăr Pazardžik      | 2 – 1       | Botev Plovdiv        |
| Černo More Varna     | 4 – 2       | Sportist Kremikovtsi |
| Marek Dupnica        | 3 – 1       | Montana              |
| Dimitrovgrad         | 1 – 4       | Slavia Sofia         |
| Cavdar Troyan        | 4 – 2 (dts) | Vihren Sandanski     |
| Botev Ihtiman        | 2 – 1       | Pirin Blagoevgrad    |
| Asenovec             | 4 – 1       | Beloslav             |
| Jantra Gabrovo       | 1 – 2       | Botev Vraca          |
| Beroe                | 2 – 0       | Spartak Varna        |

## Ottavi di finale
| Squadra 1            | Risultato       | Squadra 2        |
| -------------------- | --------------- | ---------------- |
| 23 dicembre 1978     |                 |                  |
| Marek Dupnica        | 1 – 0           | Černo More Varna |
| Levski-Spartak Sofia | 1 – 0           | Lokomotiv Sofia  |
| Akademik Sofia       | 1 – 1 (5-4 dtr) | Akademic Svištov |
| FK Černomorec Burgas | 2 – 2 (2-3 dtr) | Haskovo          |
| Cavdar Troyan        | 1 – 1 (3-1 dtr) | Asenovec         |
| Botev Ihtiman        | 1 – 2           | Slavia Sofia     |
| Botev Vraca          | 2 – 4           | Beroe            |
| CSKA Sofia           | 3 – 1           | Hebăr Pazardžik  |

## Quarti di finale
| Squadra 1       | Risultato       | Squadra 2            |
| --------------- | --------------- | -------------------- |
| 3 febbraio 1979 |                 |                      |
| Akademik Sofia  | 0 – 2           | Levski-Spartak Sofia |
| Cavdar Troyan   | 0 – 2           | Beroe                |
| Slavia Sofia    | 1 – 1 (4-5 dtr) | Marek Dupnica        |
| Haskovo         | 0 – 1           | CSKA Sofia           |

## Semifinali
| Squadra 1     | Risultato   | Squadra 2            |
| ------------- | ----------- | -------------------- |
| 4 aprile 1979 |             |                      |
| CSKA Sofia    | 1 – 2       | Levski-Spartak Sofia |
| Marek Dupnica | 2 – 3 (dts) | Beroe                |

## Finale
| Arbitro: | Anatoli Kadetov |

|                              |           |              |
| Panov 30’ 60’ 68’ Gochev 47’ | Marcatori | 29’ Stoyanov |